# Margarodes trimeni
Margarodes trimeni är en insektsart som beskrevs av Alfred Giard 1897. Margarodes trimeni ingår i släktet Margarodes och familjen pärlsköldlöss. Inga underarter finns listade i Catalogue of Life.